# Torricella Peligna
Torricella Peligna község (comune) Olaszország Abruzzo régiójában, Chieti megyében.

## Fekvése
A megye délnyugati részén fekszik. Határai: Bomba, Colledimacine, Gessopalena, Lama dei Peligni, Montenerodomo, Pennadomo és Roccascalegna.

## Története
Első írásos említése a 12. századból származik a Catalogus baronumból, Turricellam néven. A következő századokban nemesi birtok volt. Önállóságát a 19. század elején nyerte el, amikor a Nápolyi Királyságban felszámolták a feudalizmust.

## Népessége
A népesség számának alakulása:

## Főbb látnivalói
- San Giacomo Apostolo-templom
- Madonna delle Rose-templom